# Курбангалиев, Габидулла Габдул-Хакимович
Габидулла Абдулхакимович Курбангали́ев (баш. Ғәбиҙулла Ғәбделхәким улы Ҡорбанғәлиев, 1859—1919) — башкирский религиозный, политический и общественный деятель. Известен как авторитетный религиозный лидер, имевший множество последователей (мюридов).

## Биография
Родился 21 ноября 1859 года в деревне Медиак Мухаммед-Кулуевской волости Челябинского уезда Оренбургской губернии (ныне в Аргаяшском районе Челябинской области) в семье ишана Габдулхакима Курбангалиева.
Учился в медресе г. Троицк. 28 марта 1883 года назначен имам-хатыбом мечети родной деревни. В 1885 году при соборной мечети открыл медресе в д. Медиак и стал его мударрисом. В вопросах богословия и просвещения придерживался крайне консервативных и монархических взглядов.
28 ноября 1890 года был возведен в сан ахуна. В 1912 году был обвинён в «в антирусских проповедях в связи с Балканской войной 1912—1913 гг.» и лишен всех должностей и сослан в Петропавловск. В 1915 году возвращается домой. С началом Февральской революции, он со своими детьми и учениками придерживался самоопределения башкирского народа в рамках единой России, без территориальной автономии — объявленного Башкирским правительством, но при признании вотчинных прав башкир на землю.
В июне-июле 1918 года во время пребывания Башкирского правительства в Челябинске, участвовал в организации Башкирской армии. Его сын Мухаммед-Харун назначен командующим 1-го батальона.
После перехода Башкирского правительства и войска в сторону большевиков, вместе со своими соратниками (М. Л. Муртазин, Г. Г. Таган и другие) остается в стане Колчака. После взятия Челябинска красногвардейцами, он вместе со своим сыном Мухаммед-Габдулхаем организовал кавалерийский «полк Мухаммеда», воевавший против большевиков в Сибири.
Вслед за отступающей Белой армией бежали не менее 2500 башкирских семей (10 тыс. чел.), в том числе и семья ахуна. По распоряжению председателя Башревкома А.-З. Валидова после занятия Уфы особый отдел Реввоенсовета 5-й армии Туркестанского фронта отдал распоряжение об аресте Курбангалиевых.
30 ноября 1919 года Революционный трибунал Башкирской советской республики приговорил Габидуллу Курбангалиева и его сына Габдул-Аваля к расстрелу. Кассационная жалоба была отклонена и 7 декабря 1919 года отец и сын Курбангалиевы были расстрелян в тюрьме Стерлитамака.

## Семья
Сыновья: Мухаммед-Габдулхай (бежал в Маньчжурию), Мухаммед-Харун (Арун) (умер после ранения 8 апреля 1920 года в сражении под Читой), Абдулвали (расстрелян с отцом), Мухаммед-Ансар, Закуан и Абдулла.